# Interglaciazione Riss-Würm
Col termine Eemiano si indica il periodo interglaciale più grande e caldo di tutta l'ultima (e corrente) Era glaciale che va da 130 000 a 110 000 anni fa circa. Questo periodo è conosciuto come Ipswichiano per la Gran Bretagna, mentre per il Nord America si utilizza il termine “Sangamon” (210 000 - 80 000 anni fa) e per la zona delle Alpi “Periodo interglaciale Riss-Würm” (100 000 - 70 000 anni fa, il periodo dell'uomo di Neanderthal). In Gran Bretagna prende il nome dalla città di Ipswich, che si trova nella contea di Suffolk, dove furono trovati i primi depositi di questo periodo. 
Questa interglaciazione fu così calda che, ad esempio, nell'Inghilterra del sud c'erano scimmie, elefanti e leoni, come dimostrano ossa trovate negli anni cinquanta del XX secolo a Trafalgar Square (Londra) durante alcuni lavori di costruzione. Nell'isola sono stati trovati anche abbondanti resti di ippopotami.